# Британська рада

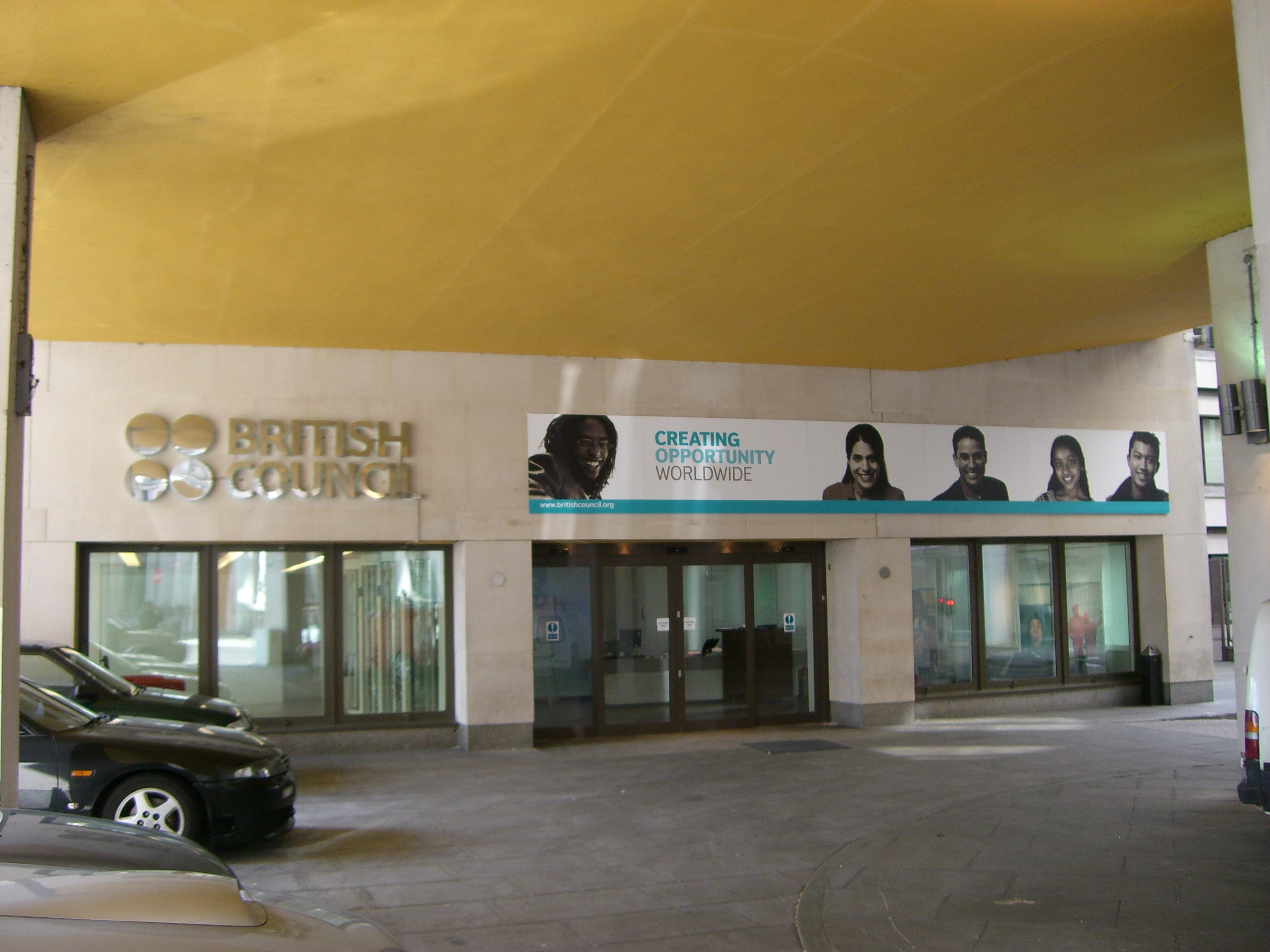
Будівля Британської Ради в Лондоні

Британська Рада (англ. British Council) — неміністерський структурний орган уряду Великої Британії, що займається поширенням британської культури за межами Великої Британії. Є позавідомчим державним органом, який створений королівською милістю і зареєстрований як благодійна організація в Англії.
Заснована 1934 року, 1940 року король Георг VI дарував раді королівську грамоту. Його чинним головою є лорд Ніл Кіннок, колишній лідер британської Лейбористської партії. «Спонсуючим департаментом» Британської ради є Міністерство закордонних справ та у справах Співдружності, хоча насправді вона має практично повну незалежність у власних справах та діях. Виконавчим директором є Мартін Девідсон, призначений на свою посаду у квітні 2007.

## Загальний огляд
Британська Рада вважає своїм покликанням «розбудовувати взаємовигідні культурні та освітні відносини між Сполученим Королівством та іншими країнами та підвищувати розуміння британських творчих ідей і досягнень». Її закордонна мережа простягнулася до 233 населених пунктів у 107 країнах і та територіях. Вона має британські офіси в Лондоні, Манчестері, Единбурзі, Белфасті, Кардіффі та Кембриджі і головне управління у Спрінг-Гарденз, недалеко від Вайтхоллу в центральному Лондоні.
Зі свого загального доходу £551 млн у 2006/07, Британська Рада отримала £195 млн у вигляді грантів від уряду Великої Британії. Решта була зароблена через платню за навчання англійських фізичних та юридичних осіб, іспити і комерційні консультування. Британська рада часто виступає виконавчим агентом департаментів британського уряду, інтереси яких старанно лобіює. Її основними напрямками діяльності є «навчання/викладання, мистецтво, наука і суспільство».
У 2025 році Британська Рада була оголошена «небажаною організацією» в Росії.

## Ініціативи

### Climate Change Champions
Після успішної молодіжної кампанії Департаменту з навколишнього середовища, харчування та відносин на селі у 2006, Британська Рада започаткувала план «Climate Change Champions», щоб обрати молодих представників з 13 країн (3 від кожної), які б репрезентували Велику Вісімку, а також Бразилію, КНР, Індію, Мексику і ПАР. Метою проєкту є дозволити представникам молоді розширити знання про наслідки зміни клімату та поліпшити роз'яснювальну роботу в їх рідних спільнотах.
Ці представники спочатку відвідали Лондон у травні 2008, де вони виробили три першочергові завдання для міністерств з охорони навколишнього середовища країн-членів Великої Вісімки. Потім вони проголосували за завдання, яке вважають найважливішим. Вони презентували найкращий варіант «Kobe Challenge» у м. Кобе, Японія і зв'язали себе обов'язком завершити проєкт у своїх країнах та доповідати по ходу.

### Навчання
У 53 країнах знаходиться 70 навчально-викладацьких центрів Британської Ради. Вони виклали 1 189 000 годин занять 300 000 учням у 2006/07 навчальному році.
У своїх екзаменаційних центрах щороку Британська Рада забезпечує проведення 1,5 млн британських іспитів більш ніж для мільйона кандидатів. Вона також співпрацює з британськими органами державної влади, щоб розширити перелік професійних кваліфікацій, які можна одержати за кордоном. Рада наглядає за британськими школами, що працюють на міжнародному рівні спільно з такими організаціями як Рада британських міжнародних шкіл (COBIS), Національна асоціація британських шкіл в Іспанії (NABSS), Європейська рада міжнародних шкіл (ECIS).
Рада спільно з Кембриджським університетом та «IDP Education Australia» керує міжнародною системою тестування IELTS.
У школах в Англії, Британська Рада наразі співпрацює з Департаментом у справах дітей, шкіл і сімей (DCSF), допомагаючи трьом мільйонам дітей здобути міжнародну шкільну премію, щоб підвищити їх розуміння і ціннісне сприйняття інших культур. 2 700 британських шкіл зараз працюють над премією. На Середньому Сході, Британська рада впроваджує міжшкільну програму, покликану звести разом британських та дітей з цього регіону з метою подолання негативного сприйняття Британії і стимулювання міжкультурного діалогу. У цей час 153 школи на Середньому Сході задіяні у 53 спільних проєктах.

### Трудова діяльність за кордоном
У Великій Британії Британська Рада управляє Міжнародною асоціацією студентського обміну для здобуття досвіду за спеціальністю (IAESTE). Ця програма діє у більш ніж 80 країнах по всьому світу і пропонує студентам, які навчаються в Сполученому Королівстві, можливість пройти стажування, призначивши їх на роботу за кордоном.
Програма приймає високо мотивованих студентів, які здобувають технічну спеціальність, тобто майбутніх інженерів, науковців, архітекторів або фармацевтів, що навчаються на другому курсі або ще старші, мають сильне бажання працювати за кордоном, одночасно проходячи оплачуване стажування за фахом. Такі стажування зазвичай тривають 8-12 тижнів і проходять влітку, однак є можливості отримати роботу строком до одного року, що підходить для кожного, заінтересованого у праці за кордоном під час періоду, коли йому підбирається робота на батьківщині, або для тих, хто з тих чи інших причин має вільний рік.
Програма також надає роботодавцям можливість наймати висококваліфікованих іноземних студентів. Для багатьох компаній, які відчувають дефіцит фахівців, наприклад, у галузі електротехніки, це є важливим джерелом кадрів.

### Спортивні фестивалі
Британська Рада сподівається, що на майданчиках для ігор у 40 країнах молоді люди набудуть нових лідерських та якостей з побудови команди, будучи задіяними у спортивних фестивалях команд, складених з найкращих гравців. Програма вже підготувала 5 500 «молодих лідерів» і досягла цифри 280 000 людей у своїх школах та спільнотах. Британська Рада розширює свою діяльність, аби допомогти більшій кількості молоді підготуватися до «глобального громадянства». «Глобальне громадянство» однак лишається невизначеним, і не видається, що цей термін Британської Ради розшириться до дозволу її власним робітникам за кордоном звертатися до Трудового трибуналу в Британії у випадках їх звільнення — спірне питання, щодо законності якого вже зверталися до судів колишні викладачі Британської ради.

### Англійська заради миру
«Англійська заради миру» є важливим і прогресивним елементом мовної роботи Британської Ради в Африці та інших частинах світу. Вона провадиться спільно з Міністерством закордонних справ та у справах Співдружності і Міністерством оборони для вдосконалення вмінь з англійської мови особового складу армії, якому доручено виконання миротворчих обов'язків за Peacekeeping English Project (PEP). PEP допомагає підготувати близько 50 000 військових та поліцейських кадрів у 28 країнах по всьому світу для здійснення миротворчої місії. Peacekeeping English Project керується Британською Радою і фінансується з фонду попередження глобальних конфліктів британського уряду.

### Онлайн-ініціативи
У 2007 Британська Рада у Китаї запустила новий громадський вебсайт для тих, хто вивчає і викладає англійську на материковому Китаї та в Гонконгу. Сайт вже має більше 30 000 учасників. Англійська Онлайн має функціонал соціальної мережі, а також низку подкастів для тих, хто вивчає англійську — 
У 2007 Британська Рада вступила до Second Life Teen Grid, щоб створити освітнє підґрунтя для тих, хто вивчає англійську

### Taking the Stage
Taking the Stage — щорічна театральна програма залучення українських театрів до створення художньо-оригінальних та суспільно значимих постановок за підтримки театральних фахівців зі Сполученого Королівства. Таким чином за підсумками першого року режисерка Ольга Турутя-Прасолова втілила постановку за п'єсою Девіда Геровера «Ножі в курках» (Національний академічний драматичний театр імені Івана Франка). На другому році існування програма надала підтримку чотирьом новим постановкам у Києві, Харкові та Сєвєродонецьку за творами сучасних британських драматургів.
За підсумками третього міні-фестивалю (2017 рік) підтримку на постановку отримали чотири режисери.

## Британська Рада в Гонконгу
…

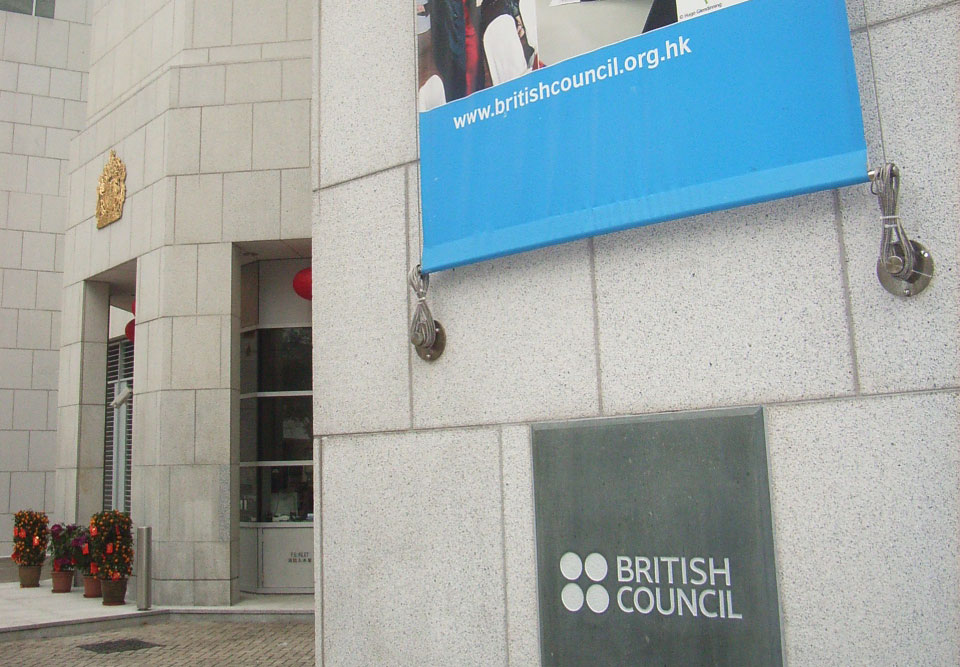
Британська рада, Гонконг

Рада почала свою діяльність у Гонконгу в 1948. Діяльність Британської Рада включає викладання англійської; надання актуальної інформації про Сполучене Королівство; просування британської освіти та виховання; тісна співпраця з урядом Гонконгу з питань реформ і управління, презентування британської науки, мистецтв, літератури і дизайну.

## Британська Рада в Україні
Становлення діяльності Британської Ради в Україні відбувається протягом 1990-х рр. – початку 2000-х рр. У листопаді 1992 р. було відкрито перший офіс організації в Києві. В угоді між Україною та Сполученим Королівством про освітню, наукову та культурну співпрацю 1993 р. БР була визначена головним агентом британського уряду для налагодження та просування співробітництва в цих галузях. Головними напрямами діяльності Британської Ради в Україні є мовний, освітній, соціальний (суспільний) та культурно-мистецький, при цьому перші два напрями досить тісно взаємозв’язані, оскільки головний акцент у взаємодії з шкільною та вищою освітами робиться саме на вивченні англійської мови.
Британська Рада зробила значний внесок у вивчення англійської мови українськими військовими і цивільним персоналом Міністерства оборони України. Одним із успішних прикладів був заснований у 1998 проєкт Британської Ради в Україні «Миротворча англійська» із залученням британських викладачів, який успішно діяв у містах Вінниця, Львів, Чернігів, Севастополь та Харків. Також більше 100 українських офіцерів за цей час вивчили англійську мову в Військовому інституті іноземних мов у місті Беконсфілд та університеті Ріпона та Йорка у місті Йорк. А на курсі ICELT Кембриджського університету для практикуючих викладачів англійської мови пройшли навчання понад 20 викладачів вищих військових навчальних закладів України. Як показує аналіз, близько 80% офіцерів, які пройшли навчання на курсах англійської мови, нині служать на посадах, де необхідно знання англійської, займаються оперативним плануванням або забезпеченням міжнародного військового співробітництва.
Із 2014 р., а особливо з 2022 р., Британська Рада коригує свою діяльність відповідно до нових умов, акцентуючи увагу на потреби людей та установ, які найбільше постраждали від війни. Так, у 2020 р. за підтримки ЄС почалася реалізація проєкту з підвищення потенціалу та конкурентоспроможності вишів, переміщених зі Сходу України (зокрема, Маріупольського державного університету та Східноукраїнського національного університету ім. В. Даля). Від початку повномасштабної російсько-української війни Британська Рада переводить усі курси англійської мови в дистанційний формат. У серпні 2022 р. для допомоги українським учителям англійської мови організувати навчальний процес в умовах війни був започаткований курс «Викладання та навчання у важкі часи», що охопив близько 1 600 осіб (переважно переміщених). У серпні 2023 р. він був трансформований у проєкт SWITLO (Skills and Well-being in Teacher Learning Opportunities), що триватиме до березня 2026 р. та охопить 15 тис учителів англійської мови з усіх регіонів України. Програма «Лідери трансформації університетів задля відродження України» (2023–2024 рр.) спрямована на зміцнення інституційної спроможності українських вишів та їхнього лідерського потенціалу. Проєкт Youth Connect for Ukraine 2024 р. має на меті підтримку молоді, яка постраждала від російсько-української війни.

## Історичні анекдоти
Шаблон:Перекласти розділ
Заснована у 1934 як «Британський комітет у відносинах з іншими країнами», Британська Рада користувалася неабиякою підтримкою через офіційне визнання сером Реджинальдом Ліпером значення «культурної пропаганди» в просуванні британських інтересів.
Також вона з'являється в одній зі сцен Ґрем Ґрін «Третя людина», де персонаж Вілдфріда Гайд-Вайта («Креббін») у фільмі за тим романом, працює на Британську Раду. У 1946, письменник Джордж Орвелл порадив серйозним авторам не працювати на неї як основної роботи, пояснюючи це тим, що «зусилля [для написання] є завеликими, щоб їх прикладати, якщо хтось вже розтратив свою енергію на півкреативну роботу як навчання, транслювання або створення пропаганди для установ таких як Британська Рада» (з «Horizon Questionnaire: The Cost of Letters» у «Horizon», 1946). У своїй біографія, дама Стелла Рімінгтон, перша жінка головнокомандувач MI5, згадувала, що працювала для Британської Ради в Індії аж до того як стала членом  британської розвідувальної служби. Працівники Британської Ради схоже, що також постійно з'являються в спеціальному відділі Списку Почестей ВБ (англ. UK Honours List), яка виділена для тих, хто назначені на закордонні дипломатичні посади, незважаючи на те, що розмитий статус організації та викликає плутанина що до того, чи вони мають право на звичайні дипломатичні імунітети в таких країнах як Росія.  Колишній держслужбовець Британської Ради в Єрусалимі пізніше з'являється через кілька років як політичний радник генерала США Реймонда Одіерно в Іраку. http://www.timesonline.co.uk/tol/news/world/iraq/article5776397.ece
It is also featured in one of the scenes in Graham Greene's The Third Man — the Wildfred Hyde-White character (Crabbin) in the film of that novel, worked for The British Council. In 1946, the writer George Orwell advised serious authors not to work for it as a day-job arguing that «the effort [of writing] is too much to make if one has already squandered one's energies on semi-creative work such as teaching, broadcasting or composing propaganda for bodies such as the British Council» (from 'Horizon Questionnaire: The Cost of Letters', in Horizon, 1946). In her autobiography, Dame Stella Rimington, the first woman head of MI5, mentions working for British Council in India prior to joining the British Intelligence Services. British Council employees also seem to feature regularly in the special section of the UK Honours List reserved for those attached to overseas diplomatic postings despite the ambiguous status of the organisation and confusion over whether they are entitled to normal diplomatic immunities in countries such as Russia. A former British Council official in Jerusalem re-emerged a few years later as political advisor to US General Raymond Odierno in Iraq. http://www.timesonline.co.uk/tol/news/world/iraq/article5776397.ece
The British Council has been referred to (and its man on-station, Goole) — frequently in a humorous way by Lawrence Durrell in his collection of anecdotes about a diplomat's life on foreign postings for the Foreign and Commonwealth Office — Antrobus Complete.

## Визнання
У 2005, разом з такими організаціями як Alliance Française, Società Dante Alighieri, Goethe-Institut, Instituto Cervantes і Instituto Camões, Британська Рада поділила Літературну премію принца Астурійського за видатні досягнення у розвитку західноєвропейської національної культури в областях комунікації та гуманітарних наук. \At the time of this joint award the full extent of The British Council's closure policies in Europe was not yet public knowledge.\

### Відеокліпи
- Британська Рада Гонконг
- Британська Рада Малайзія
- Британська Рада Північна Ірландія
- Британська Рада Second Life[недоступне посилання з червня 2019]
- Британська Рада Сінгапур
- Британська Рада Уельс
- Джеймс Койл, викладач Британської Ради в Україні [Архівовано 1 серпня 2013 у Wayback Machine.]